# Noc w Wenecji
Noc w Wenecji (niem.: Eine Nacht in Venedig) – operetka Johanna Straussa (syna) w trzech aktach. Premiera miała miejsce 3 października 1883 roku w Berlinie. Libretto zostało napisane przez F. Zella, R. Genée i H. Marischkę.